# Rhododendron reynosoi
Rhododendron reynosoi är en ljungväxtart som beskrevs av Graham Charles George Argent. Rhododendron reynosoi ingår i släktet rododendron, och familjen ljungväxter. Inga underarter finns listade i Catalogue of Life.